# 大鎧

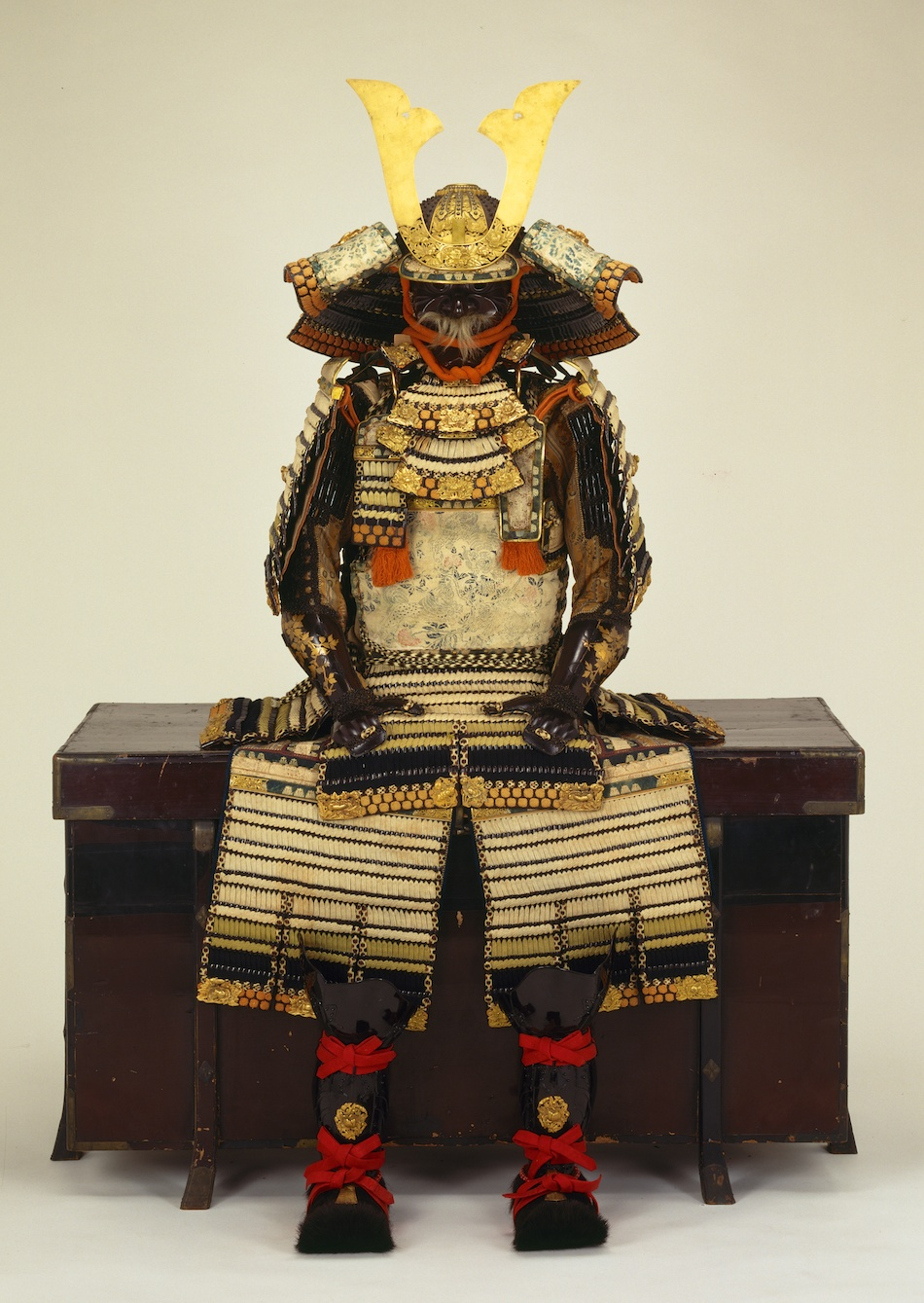
大鎧

大鎧約出現於日本的平安中期至鎌倉時代室町初達到大成，此時代也是使用胴丸的初期，也可算是胴丸的前身，在於材料上的不同，大鎧主要以铁和皮革甲片絲繩為主，而胴丸則多以铁甲片為主；大鎧屬於覆面式鎧甲，包覆胸前到下方足步的地方，而胴丸屬於全覆面式鎧甲，包覆從領子到下方足步的地方。大鎧是日本所特有的鎧盔甲形製，也是日本人引以為傲的非常具有民族特色和藝術價值的古文化遺產。室町幕府後期，尤因為戰爭的頻繁化和平民化，西方火藥武器及南蠻技術引進等種種的原因，地位逐漸被胴丸具足和腹卷等代替。